# Махонин, Иван Антонович
Иван Антонович Махонин (23 августа 1913 — 12 февраля 1987) — передовик советского сельского хозяйства, бригадир колхоза имени Ленина Шебекинского района Белгородской области, Герой Социалистического Труда (1971).

## Биография
Родился в 1913 году в селе Крапивное. После завершения обучения в школе фабрично-заводского ученичества, стал работать в колхозе «Революционная заря». Сначала был рядовым колхозником, чуть позже стал бригадиром. В 1939 году после окончания курсов был избран председателем колхоза «Революционная заря», который он возглавлял до 1942 года.
Участник Великой Отечественной войны. Служил в Красной Армии. В апреле 1943 года был призван в армию Урюпинским РВК Сталинградской области. На фронте был шофёром.
После демобилизации был избран бригадиром производственной бригады колхоза имени Ленина Шебекинского района.
За выполнение и перевыполнение государственных планов сельскохозяйственного производства в 1966 году был награждён значком «Отличник социалистического соревнования РСФСР».
Указом Президиума Верховного Совета СССР от 8 апреля 1971 года за особые заслуги в развитии сельского хозяйства Ивану Антоновичу Махонину было присвоено звание Героя Социалистического Труда с вручением ордена Ленина и медали «Серп и Молот».
В 1971 году окончил Корочанский сельскохозяйственный техникум. Получил специальность агроном-полевод. Работал начальником производственного участка колхоза, а с 1983 — председатель ревизионной комиссии.
Умер 12 февраля в 1987 году.

## Награды
- золотая звезда «Серп и Молот» (08.04.1971)
- орден Ленина (08.04.1971)
- орден Трудового Красного Знамени (11.03.1958)
- орден Трудового Красного Знамени (31.12.1965)
- орден Отечественной войны — II степени (11.03.1985).
- другие медали.

В 2004 году Иван Антонович посмертно был награждён почётным знаком «За заслуги перед Шебекинским районом и городом Шебекино».
На мемориале боевой и трудовой славы в Шебекино установлена его фотография.